# قوبيونيات الشكل
قوبيونات الشكل (الاسم العلمي: Gobiiformes) هي رتبة من الأسماك تتبع طائفة الأسماك العظمية من شعبة الحبليات.

## التصنيف
- رتيبة (الاسم العلمي:Eleotroidei)
  - فصيلة (الاسم العلمي:راقوديات) (بالإنجليزية: sleepers)‏
    - أسرة (الاسم العلمي:راقوديات)
    - أسرة (الاسم العلمي:راقوديات)

  - فصيلة (الاسم العلمي:Milyeringidae)
    - جنس (الاسم العلمي:Milyeringa)
- رتيبة القوبيوناويات
  - فصيلة القوبيونية
    - أسرة (الاسم العلمي:Amblyopinae)
    - أسرة (الاسم العلمي:Benthophilinae)
    - أسرة (الاسم العلمي:قوبيوناوات)
    - أسرة (الاسم العلمي:Gobionellinae)
    - أسرة (الاسم العلمي:Microdesminae)
    - أسرة (الاسم العلمي:سمكة نطاط الطين)
    - أسرة (الاسم العلمي:Ptereleotrinae) (بالإنجليزية: firefishes)‏
    - أسرة (الاسم العلمي:Sicydiinae)

  - فصيلة (الاسم العلمي:Kraemeriidae) (بالإنجليزية: sandfishes)‏
    - جنس (الاسم العلمي:Kraemeria)

  - فصيلة (الاسم العلمي:Rhyacichthyidae) (بالإنجليزية: loach gobies)‏
    - جنس (الاسم العلمي:Protogobius)
    - جنس (الاسم العلمي:Rhyacichthys)

  - فصيلة (الاسم العلمي:Schindleriidae)
    - جنس (الاسم العلمي:Schindleria)

  - فصيلة (الاسم العلمي:Thalasseleotrididae)
    - جنس (الاسم العلمي:Thalasseleotris)

  - فصيلة (الاسم العلمي:Xenisthmidae)
    - جنس (الاسم العلمي:Xenisthmus)
- رتيبة (الاسم العلمي:Odontobutoidei)
  - فصيلة (الاسم العلمي:Odontobutidae) (بالإنجليزية: freshwater sleepers)‏
    - جنس (الاسم العلمي:Micropercops)
    - جنس (الاسم العلمي:Odontobutis)
    - جنس (الاسم العلمي:Perccottus)